# Megachile lanigera
Megachile lanigera är en biart som beskrevs av Johann Dietrich Alfken 1933. Megachile lanigera ingår i släktet tapetserarbin, och familjen buksamlarbin. Inga underarter finns listade i Catalogue of Life.